# Park Yeon-mi
Park Yeonmi (ou Yeonmi Park, em coreano: 박연미) (Hyesan,  4 de outubro 1993) é ativista de direitos humanos norte-coreana que escapou do país através da China em 2007 e estabeleceu-se na Coreia do Sul em 2009. Ela provém de uma família culta com conexão política que envolveu-se no mercado ilegal durante o colapso econômico da Coreia do Norte nos anos 1990. Depois de seu pai ser enviado a um campo de trabalho forçado por causa do contrabando, sua família passou a enfrentar a fome. Então fugiram para a China onde Yeon-mi e sua mãe caíram nas mãos de traficantes de seres humanos antes de conseguir escapar para a Mongólia. Agora, ela é defensora das vítimas de tráfico e trabalha pelo mundo todo em prol de promover os direitos humanos na Coreia do Norte.
Park ganhou reconhecimento mundial depois do discurso no Um Mundo Jovem Summit 2014 em Dublin, Irlanda — encontro anual que reúne jovens do mundo inteiro para desenvolver soluções para problemas globais. Seu discurso sobre a experiência de sua fuga da Coreia do Norte atingiu mais de 2 milhões de visualizações no YouTube. Sua autobiografia In Order to Live: A North Korean Girl's Journey to Freedom foi publicada em setembro de 2015.
No entanto, a veracidade do seu testemunho é considerada improvável por especialistas e jornalistas.

## Primeiros anos
Park nasceu em 4 de outubro de 1993 in Hyesan, Ryanggang, Coreia do Norte. Seu pai era um funcionário público que trabalhou na prefeitura cidade de Hyesan como integrante do WKP (Partido dos Trabalhadores da Coreia) e sua mãe era uma enfermeira do Exército Popular da Coreia. Seu pai, mais tarde, estabeleceu uma operação de contrabando de metais na capital, Pyongyang, onde ficou quase um ano enquanto suas esposa e filhas permaneceram em Hyesan. Durante a maior parte de sua infância, sua família era considerada rica de acordo com os padrões norte-coreanos. Até, então, seu pai ser preso por envolvimento num negócio ilegal. Park tinha uma irmã mais velha, Eun-mi.[carece de fontes?]

## Fuga da Coreia do Norte
Segundo Park, seu pai teria sido preso por praticar comércio ilegal e submetido a trabalho forçado. Sua opinião sobre a Dinastia Kim mudou quando ela assistiu um DVD pirata do filme Titanic de 1997, despertando-lhe a percepção da verdadeira natureza opressiva do regime norte-coreano. Ela afirma que o filme lhe ensinou o verdadeiro significado do amor e deu-lhe "gosto de liberdade".
Segundo ela, quando se reuniu com sua família, o pai instou a família para planejar sua fuga para a China. Infelizmente, sua irmã mais velha Eun-mi fugiu para a China sem comunicá-los. Park e sua família escaparam da Coreia do Norte viajando através do território chinês com a ajuda de agentes que guiam norte-coreanos ilegalmente para a China.
Missionários cristãos chineses e coreanos ajudaram-nas a ir para a Mongólia, a partir de onde diplomatas sul-coreanos facilitaram sua transferência para Seul. Após esta viagem, concluída em 2007, Park tornou-se uma ativista de tempo integral em prol dos direitos humanos para a Coreia do Norte.

### Na China
Conforme relatos da própria Park, ela e sua família escaparam da Coreia do Norte atravessando a fronteira com a China. Na noite de 30 de março de 2007, com a ajuda de traficantes de seres humanos, Park e sua mãe cruzaram um rio congelado e três montanhas para chegar à fronteira com a China. O pai de Park estava doente e ficou para trás na Coreia do Norte, considerando que sua doença iria atrasá-los. Depois da travessia da fronteira, Park e sua mãe dirigiram-se à província chinesa de Jilin. Em vão, elas tentaram encontrar a irmã de Park, Eun-mi, pedindo informações sobre seu paradeiro aos traficantes. Yeon-me e sua mãe presumiram que Eun-mi tinha morrido.
Um dos traficantes ameaçou denunciar Park e sua mãe às autoridades locais caso elas não se submetessem a ter relações sexuais com ele. Sua mãe interveio por sua segurança oferecendo-se para o traficante. Em outubro de 2007, Park comunicou-se com seu pai e conseguiu traficá-lo para a China, onde foi diagnosticado com câncer de cólon avançado. 
Em janeiro de 2008, enquanto a família vivia secretamente na China, o pai de Park faleceu aos 45 anos de idade. A família não pôde velá-lo decentemente, temendo ser descoberta pelas autoridades chinesas. O corpo foi enterrado no chão em uma montanha das proximidades. Park disse: 
"Não houve um funeral. Não houve nada. Nem isso pude fazer pelo meu pai. Eu não podia chamar ninguém para dizer que o meu pai havia falecido."
Park e sua mãe encontraram um abrigo cristão liderado por missionários chineses e sul-coreanos na cidade portuária de Qingdao, China. Devido à grande população étnica coreana da cidade, elas foram capazes de evitar a atenção das autoridades. Com a ajuda dos missionários, elas aproveitaram a oportunidade e fugiram para a Coreia do Sul através da Mongólia.

### Na Mongólia
Em fevereiro de 2009, após receberem ajuda de ativistas dos direitos humanos e dos missionários cristãos, Park e sua mãe viajaram para a Mongólia através do deserto de Gobi para pedir direito de asilo a diplomatas sul-coreanos.

Ao chegar à fronteira da Mongólia, elas foram paradas pelos guardas e ameaçadas de serem deportadas de volta para a China. Park recorda que ela e sua mãe, naquele momento, comprometeram-se de matar-se com suas próprias facas. "Eu pensei que era o fim da minha vida. Estávamos dizendo adeus uma à outra" Suas ações persuadiram os guardas a deixá-las passar, mas sob custódia num centro de detenção em Ulan Bator, capital da Mongólia. Em 1 de abril de 2009, Park e sua mãe foram enviadas ao aeroporto Chinggis Khaan para voarem para Seul. Park sentiu-se aliviada por estar finalmente livre; o The Daily Telegraph relatou: '"Oh, meu Deus", pensou quando os funcionários mongóis acenaram-lhes para passar. "Eles não me pararam."'

### Na Coreia do Sul

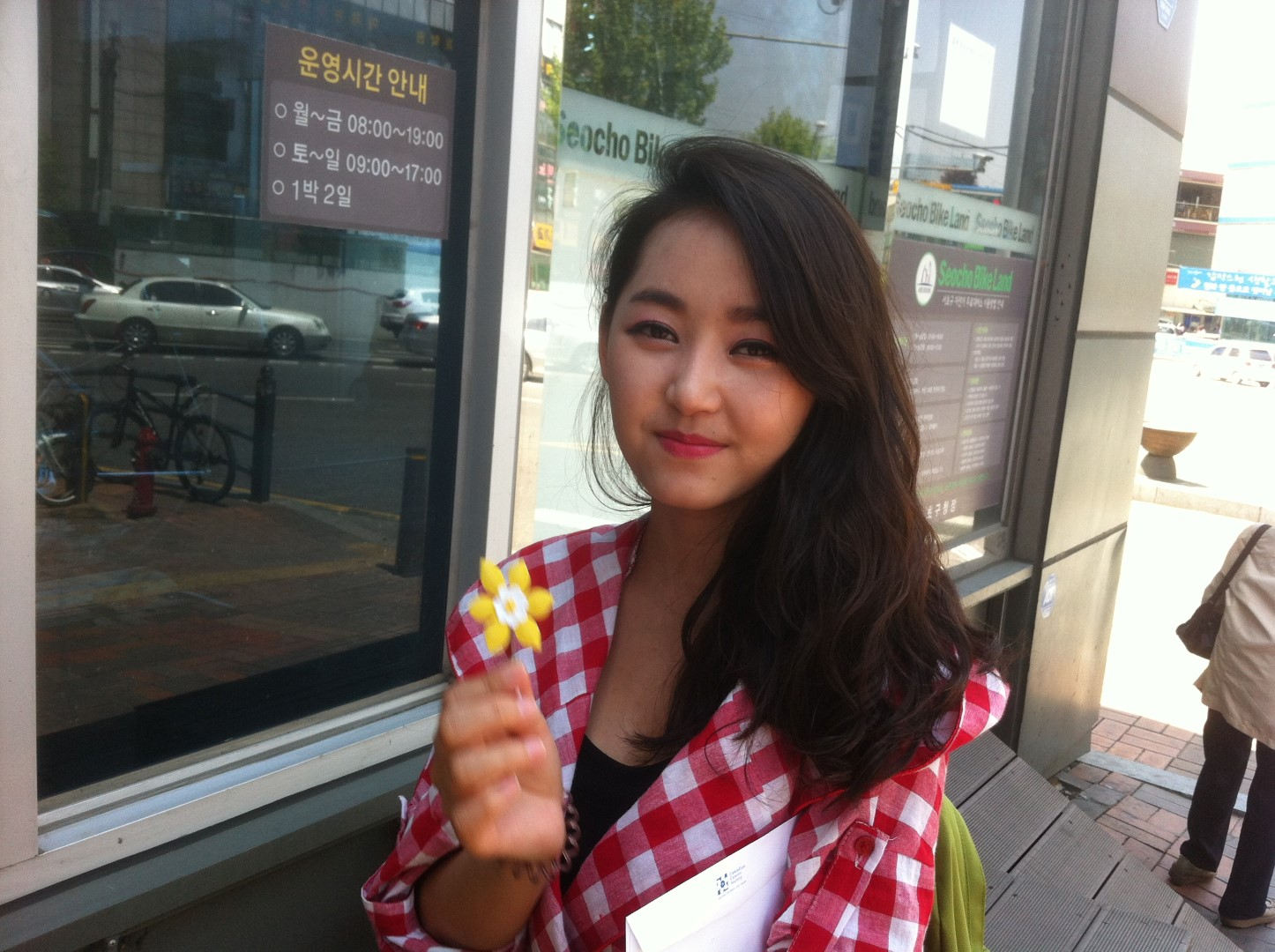
Park Yeonmi na Coreia do Sul

Park e sua mãe tiveram dificuldade para adaptar-se a sua nova vida na Coreia do Sul, mas elas conseguiram encontrar trabalho como assistentes de loja e garçonete. Park também continuou seus estudos na Universidade Dongguk, em Seul. Em abri de 2014, a inteligência sul-coreana informou a Park e sua mãe que Eun-mi, sua irmã, havia se refugiado na Coreia do Sul passando pela China e Tailândia. Park e sua mãe finalmente reuniram-se com Eun-mi.

## Ativismo e recepção
Desde a fuga, Park passou a escrever e falar publicamente sobre sua vida na Coreia do Norte, havendo escrito para o Washington Post e tendo sido entrevistada pelo The Guardian. Park volutaria-se para programas ativistas tal como o Freedom Factory Corporation, uma organização de reflexão da Coreia do Sul. Ela também tornou-se membro do LiNK (Liberty in North Korea), uma organização sem fins lucrativos que resgata refugiados norte-coreanos escondidos na China e os ajuda a chegar na Coreia do Sul e nos EUA. De 12 a 15 de julho de 2014, Park participou da cúpula do LiNK na Universidade Pepperdine em Malibu, Califórnia. Ela e outros ativistas norte-coreanos, Joo Yang e Seongmin Lee, trabalharam em suas sessões e palestras, explicando aos participantes as condições na Coreia do Norte e como o LiNK pode apoiar os refugiados. Park participou da campanha do LiNK, o Jangmadang (장마당). Park também foi franca sobre o turismo na Coreia do Norte, como os visitantes são encorajados a prestarem homenagem às estátuas de Kim Jong Il e Kim Il Sung, o que ela vê como "ajuda à propaganda do regime, permitindo-se atuar como se também amassem e obedecessem ao líder."
Park narrou história de sua fuga inúmeras vezes em eventos conhecidos, tais como TEDx em Bath, a cúpula do One Young World em Dublin e o Oslo Freedom Forum.
Park trabalhou como coanfitriã para Casey Lartigue, um apresentador convidado da programação podcast North Corea Today. O podcast fala a respeito de tópicos sobre a Coreia do Norte e os refugiados depois da fuga. Park voluntariou-se para esta oportunidade de fazer o mundo tornar-se consciente da repressão dos refugiados norte-coreanos e como as pessoas podem ajudar em sua busca pela liberdade. Eles apresentaram cinco episódios do podcast.

## Reconhecimento
Em dezembro de 2014, foi eleita uma das 100 mulheres mais influentes do mundo pela BBC.

## Críticas
Alguns comentaristas notaram inconsistências nas histórias de Park sobre sua vida na Coreia do Norte. Mary Ann Jolley, da revista The Diplomat, notou problemas que vão desde "sérias inconsistências" a refutações contraditórias em várias ocasiões. Em uma atualização online, Park afirmou que muitas das discrepâncias em suas histórias vieram de suas habilidades limitadas de inglês no passado, acrescentando que suas "memórias de infância não eram perfeitas". O website especialista em análises da Coreia do Norte 38 North observou que alguns críticos, incluindo outros refugiados norte-coreanos, acusaram Park de embelezar seus relatos ou de se apropriar de elementos das histórias de fuga de outras pessoas. John Lee, um jornalista com foco na política externa sul-coreana e nas relações com os Estados Unidos, criticou Park em um artigo de opinião no NK News por "embaralhar sua mensagem com (...) especialistas abertamente partidários" em favor de causas e mídia conservadoras nos Estados Unidos e na Coreia do Sul.